# Trichopria crassifemur
Trichopria crassifemur är en stekelart som beskrevs av Nixon 1980. Trichopria crassifemur ingår i släktet Trichopria, och familjen hyllhornsteklar. Arten är reproducerande i Sverige.